# Hasan Bilal
Hasan Bilal (* 12. März 1998 in Istanbul) ist ein türkischer Fußballspieler.

## Karriere

### Verein
Bilal begann er mit dem Vereinsfußball in der Jugend vom Istanbuler Amateurvereine Bayrampaşa Demirspor und Galatasaray Istanbul und wechselte 2012 in den Nachwuchs vom Istanbuler Erstligisten Kasımpaşa Istanbul. Im November 2015 erhielt er hier zwar einen Profivertrag, spielte aber weiterhin für die Nachwuchsmannschaften. Sein Profidebüt gab er in der Pokalpartie vom 27. Oktober 2016 gegen Kahramanmaraşspor.
Für die Saison 2019/20 wurde er an den Zweitligisten Keçiörengücü ausgeliehen.

### Nationalmannschaft
Bilal startete seine Länderspielkarriere im Mai 2015 mit einem Einsatz für die Türkische U-18-Nationalmannschaft.